# Liste der Baudenkmale in Oldenburg (Oldb) – Theodor-Tantzen-Platz
In der Liste der Baudenkmale in Oldenburg (Oldb) – Theodor-Tantzen-Platz stehen alle Baudenkmale am Theodor-Tantzen-Platz in Oldenburg (Oldb).  Die Quelle der IDs und der Beschreibungen ist der Denkmalatlas Niedersachsen.
Der Stand der Liste ist das Jahr 2022.

## Allgemein
In den Spalten befinden sich folgende Informationen:
- Lage: die Adresse des Baudenkmales und die geographischen Koordinaten. Kartenansicht, um Koordinaten zu setzen. In der Kartenansicht sind Baudenkmale ohne Koordinaten mit einem roten Marker dargestellt und können in der Karte gesetzt werden. Baudenkmale ohne Bild sind mit einem blauen Marker gekennzeichnet, Baudenkmale mit Bild mit einem grünen Marker.
- Bezeichnung: Bezeichnung des Baudenkmales
- Beschreibung: die Beschreibung des Baudenkmales. Unter § 3 Abs. 2 NDSchG werden Einzeldenkmale und unter § 3 Abs. 3 NDSchG Gruppen baulicher Anlagen und deren Bestandteile ausgewiesen.
- ID: die Objekt-ID des Baudenkmales
- Bild: ein Bild des Baudenkmales, ggf. zusätzlich mit einem Link zu weiteren Fotos des Baudenkmals im Medienarchiv Wikimedia Commons. Wenn man auf das Kamerasymbol klickt, können Fotos zu Baudenkmalen aus dieser Liste hochgeladen werden:

Zurück zur Hauptliste
| Lage                                               | Bezeichnung                                             | Beschreibung | ID       | Bild           |
| -------------------------------------------------- | ------------------------------------------------------- | --- | -------- | -------------- |
| Theodor-Tantzen-Platz 53° 8′ 17″ N, 8° 12′ 9″ O    | Ehrenmal des Oldenburgischen Infanterieregiments Nr. 91 | Ehrenmal für die im Ersten Weltkrieg Gefallenen des Oldenburgischen 91. Infanterieregiments nach einem Entwurf von Hugo Lederer. Hoher Sandsteinsockel mit Inschriften, darauf sitzender Löwe aus Muschelkalk.1953 mit Inschrifttafel zum Gedenken der Toten des Zweiten Weltkriegs ergänzt. 1960 an den heutigen Standort versetzt. | 37470270 |                |
| Theodor-Tantzen-Platz 53° 8′ 18″ N, 8° 12′ 9″ O    | Grünanlage                                              | Öffentliche, in der Art von Schmuckplätzen ausgebildete Grünanlage, die im Norden vom Gebäude des ehemaligen Staatsministeriums sowie im Westen vom ehemaligen Landtag des Großherzogtums bzw. Freistaates Oldenburg und im Süden von einer regelmäßigen Baumsetzung aus Rosskastanien entlang der Hindenburgstraße räumlich gefasst wird. Sie dient als Empfangsraum aber auch Repräsentationsfläche, auf der die Regierungsgebäude sich spiegeln und mit deutlichem Abstand erlebt werden können. Im Stil der formalen Gartenkunst des frühen 20. Jahrhunderts bildet sich der Bezug zu den Gebäuden durch Aufgreifen von Gebäudefluchten und -dimension wieder. Regelmäßig geformte Kompartimente, die von abgesenkten Rasenfläche in der Ansicht bestimmt werden, erinnern an die Gestaltung eines barocken Gartenparterres. Insgesamt bindet die Freiflächengestaltung die Regierungsgebäude durch Baumsetzungen ein, so dass eine parkartige Atmosphäre entsteht. Die Gestaltung ist in Intention und Ausprägung auf Entwürfe des Gartenkünstlers Leberecht Migge aus den Jahren 1912/13 zurückzuführen | 37465922 | BW             |
| Theodor-Tantzen-Platz 8 53° 8′ 20″ N, 8° 12′ 10″ O | Oldenburgisches Staatsministerium                       | Putzbau mit Werksteingliederung in Muschelkalk. Symmetrische Dreiflügelanlage mit Ehrenhof nach Süden, bestehend aus dem viergeschossigen Haupttrakt von 28 Achsen und im rechten Winkel dazu zwei dreigeschossigen Flügeln von je vierzehn Achsen mit fünfachsigen Stirnen, alle unter weit überstehenden geknickten Walmdächern. Die Längsseiten der Dächer mit dichten Reihen von Segmentgiebelgaupen. Die beiden ersten Geschosse umlaufend durch stilisierte Pilaster gegliedert, deren Oberkante zusammen mit dem Brüstungsgesims im 2. OG ein angedeutetes Gebälk bildet. Im 2. OG Fensterrahmungen, an den Seitenflügeln mit abschließenden Gesimsen, am Haupttrakt mit Ädikulen auf Volutenkonsolen. Dort am 3. OG ein weiteres Brüstungsgesims. Dem Haupttrakt auf der Südseite mittig zweigeschossig eine Kolonnade auf Treppenpodest und acht kolossalen Säulen mit stilisierten Lotosblütenkapitellen vorgelegt, am Gebälk die Inschrift „OLDENBURGISCHES STAATSMINISTERIUM / 1914–1917“, darüber mittig an der Fensterädikula Wappenrelief. Hinter der Kolonnade drei Achsen breites Hauptportal mit Treppe und drei Eingängen. In den Stirnen der Seitenflügel mittig Seitenportale, gerahmt und mit abschließendem Gesims auf Volutenkonsolen, darüber im 2. OG Balkone auf Voluten. An den Längsseiten der Seitenflügel in der jeweils vierten und fünften Achse von Norden eingestellte Säulen mit stilisierten Lotusblütenkapitellen und weitere Eingänge, über diesen Oculi. Haupttrakt gegenüber den Seitenflügeln um eine Achse nach Norden vortretend und auf dieser Seite mit flachem Mittelrisalit. Innen wichtige Teile der wandfesten Ausstattung erhalten. Erbaut 1914–1917 als Sitz des Oldenburgischen Staatsministeriums (Wettbewerb 1908), Architekten: Paul Bonatz, Friedrich Eugen Scholer. 1946–1978 Sitz des Verwaltungsbezirks Oldenburg, 1978–2006 des Regierungsbezirks Weser-Ems, seitdem von verschiedenen Landesbehörden. | 37470243 | Weitere Bilder |